# درغ بنك
درغ بنك أو بنك العقاقير هي قاعدة بيانات بجامعة ألبيرتا وهي المصدر الوحيد للمعلوماتية الحيوية وللمعلوماتية الكيميائية التي تشمل تفاصيل (يعني: كيميائية، دوائية ..) ومعلوماتها بتصنيفات واضحة (أي: البنيات، التركيبات ..). تضم القاعدة حوالي 4800 وصلة عقار.

## وصلات خارجية
- الصفحة الرئيسية